# 馬哈曼·斯馬伊拉
馬哈曼·斯馬伊拉（Mahaman Smaila，1986年2月28日—）是一名喀麥隆拳擊運動員，主攻輕次中量級項目。他曾參加2008年夏季奧林匹克運動會拳擊輕次中量級比賽，於32強賽敗北。

## 外部連結
- Sports-Reference （页面存档备份，存于）